# 劉進慶
劉進慶（1931年9月16日—2005年10月23日），知名台灣經濟研究者，最早以馬克思主義經濟學研究戰後台灣經濟的經濟學家。1980年代入籍日本時採用了中山 進慶（なかやま しんけい）之名，但學術發表始終採用中文本名，發音則標注以漢語和日語並用的「Liu Shinkei」。
他長期積極就台灣地位問題發言，是主張兩岸和平統一的社會主義者。

## 生平
1931年生於日治時期台湾雲林縣，1956年畢業於國立臺灣大學經濟學系。畢業之後經歷軍中服役以及銀行的工作之後，決定赴日留學。1961年通過台灣教育部自費留學的資格考試。1962年前往神戶大學攻讀經濟，1963年在台大經濟系教授張漢裕的介紹下，考取東京大學大學院經濟學研究科，指導教官為隅谷三喜男。1964年取得修士學位，1972年獲得博士學位。由於隅谷以及當時仍在東大經濟學科任教的大塚久雄均為戰前影響日本馬克思主義學界甚深的講座派馬克思主義者，因此劉進慶也以講座派代表學者山田盛太郎的名著《日本資本主義分析》作為自己研究台灣經濟的框架，並以此完成博士論文。不過，當時在東大最為風行的其實是宇野弘藏所繼承的戰前勞農派馬克思主義的傳統，因此劉進慶也在大內力的指導之下學習宇野理論。1972年以博士論文《戰後台灣經濟分析》取得東大經濟學博士學位（課程博士，博經第二十號）。
1967年，任東京大學中國同學會總幹事，參與救援劉佳欽、顏尹謨。此間，劉進慶曾藉著蔣經國訪日之機特別衝至蔣氏下榻的飯店陳情，但未果。由於劉進慶撰寫博士論文期間正值東京大學的全共闘運動，校園生活全線停擺，因此劉進慶便和凃照彥埋首東大圖書館撰寫論文，並和隅谷另尋隱密場所進行只有隅谷、劉、凃師生三人的小型討論課，終於完成博士論文。1972年取得博士學位之後，劉進慶先與東大台籍畢業生成立台灣問題研究會，創辦該會會刊《改造》，並在台灣退出聯合國與中日建交的過程中，推動旅日台灣留學生的《國是建議書》運動，要求國民黨當局實施改革。隨後，旅日台灣學生內部發生統獨左右的分裂，劉進慶便與左翼統一派學生創辦《洪流》雜誌，以此為中心，於1973年籌組「中國統一促進會」。1976年，台灣發生以陳明忠等左翼老政治犯為對象的大逮捕（史稱陳明忠事件），由於陳明忠被捕之前曾赴日拜訪劉進慶，取得《戰後台灣經濟分析》，並商談了鼓勵黃順興前往大陸的事宜，此事遂成陳明忠等人被捕的罪狀，而劉進慶也因此被日本警察監視數年。
留學期間，1965年9月起，參加亞細亞經濟研究所的現代台灣研究會的相關計畫。1975年擔任東京經濟大學助理教授、1978年同教授、同經濟學部長、圖書館長、東京經濟大學理事。1985年，任北京對外經濟貿易大学客座教授；1996年，任北京大学客座教授。1991年史丹佛大学、1992年哈佛大学客座研究員。2002年東京經濟大學名誉教授。
2005年，因骨髓增生异常综合症，病逝。

## 作品
- . 台北: 國立台灣大學經濟學系學士論文. 1956.
- . 東京: 東京大学経済学研究科修士論文. 1964.
- . 日本: 東京大學出版會. 1975. ISBN 413046017X.《戦後台湾経済分析―1945年から1965年まで》 東京大學出版會 (1975/02) ISBN 413046017X
- . 日本: 東京大學出版會. 1992. ISBN 4130410725.
- . 日本: 田畑書店. 1992. ISBN 4803802432.
- 第2版. 日本: 大修館書店. 1993. ISBN 4469230928.
- . 日本: 日本經濟評論社. 2002. ISBN 4818814202.

- . 日本: 勁草書房. 2003. ISBN 4326502371.
- 《隅谷三喜男著作集》全9巻 岩波書店 (編集委員)
- . 日本: 日本僑報社. 2004. ISBN 4861850037.
- . 日本: 学術出版会. 2006. ISBN 4820593579.

## 傳記
- 劉進慶. . 東京経大学会誌（経済学）. 2003, (233).
- 劉進慶 駒込 武. . 前夜. 2006, (第1期).
- . . 台灣: 國立臺灣大學出版中心. 2022. ISBN 9789863505235.
- 劉進慶.  , 编. . 台北: 人間出版社. 2015. ISBN 9789866777981.
- 張紀潯. .   [2023-10-22].
- 劉進慶. 由曾健民翻译. . 批判與再造. 2005, (26)  [2024-8-1].

## 註腳
1. ↑  日治末期的改姓政策
2. ↑  劉進慶. . 海峽評論. 2005-12-01, (180). 東京大學求學期間，在良師的教誨以及益友的幫助支援之下，投入了戰後台灣經濟的研究。同時，為反抗壓迫也竭力參與反蔣民主運動，就這樣度過了我三十歲階段的青春時光。之後又在東京經濟大學的好同事及好學生們相伴的環境中，潛心在國際經濟、亞洲經濟、中國經濟的教育、研究方面，認真走上了學者的路。在這期間，為了台灣和中國大陸的和平統一也積極參與各種活動。這可以說是作為我這一代人的歷史性課題
3. 1 2  . . 台灣: 國立臺灣大學出版中心. 2022. ISBN 9789863505235.
4. ↑  . 朝日新聞夕刊 15. 2015-10-26.